# Gesetzgebungslehre
Die Gesetzgebungslehre ist eine relativ junge rechtswissenschaftliche Disziplin, die Form und Inhalt der Rechtsnormen mit dem Ziel untersucht, Kriterien, Richtlinien und Anleitungen zur rationalen Normgebung und Normgestaltung zu erarbeiten.
Einerseits geht es bei der Gesetzgebungslehre auf der sprachlichen Ebene um Fragen der Verständlichkeit, der systematischen Gestaltung, der terminologischen Einheitlichkeit und der sprachlichen Qualität. Zum anderen geht es auf einer inhaltlichen Ebene um eine systematische Berücksichtigung der sozialwissenschaftlichen Perspektive, der Effektivität und der Folgewirkungen von Normen (siehe auch Rechtssoziologie).